# Радостін Стойчев
Радостин Стойчев, або Радо Стойчев (нар. 25 вересня 1969) — болгарський волейбольний тренер, функціонер, колишній волейболіст, який грав на позиції пасувальника. Головний тренер італійського клубу «Верона Воллей».

## Життєпис
Народився 25 вересня 1969 року.
Під час кар'єри гравця виступав у складах болгарських клубів ЦСКА (Софія), «Славія» (Софія), «Балканкар-Тран» (Софія), «Нафтохімік» (Бургас), португальської «Бенфіки» (Лісабон), австрійського «Донаукрафт» (Відень), сербського «Смередево Царина», французьких «Шомон-52» (1999—2000) і «Тур» (2000—2001).
Під час кар'єри тренера очолював команди клубів «Славія» (Софія), «Трентіно», «Галкбанк» (Анкара), «Азимут» (Модена), був помічником головного тренера московського «Динамо». Від сезону 2019—2020 очолює команду італійського клубу «Кальцедонія» (Верона, нині «Верона Воллей»).
Протягом певного часу був спортивним директором польського клубу «Сточня» (Щецин).

### Досягнення

#### Гравець
- чемпіон Болгарії: 1989, 1990[2]

#### Тренер
Клубні
- переможець Ліги чемпіонів ЄКВ: 2009, 2010, 2011,
- клубний чемпіон світу: 2009, 2010, 2011, 2012